# Monogenezis-elmélet
A monogenezis-elmélet a poligenezis-elmélet ellenpárja. Monogenezis-elméletnek nevezzük, ha egy elmélet azt állítja, hogy a hasonló jelenségek mind egy közös bölcsőből sugároztak szét.

## Etimológiája
Görög eredetű szóösszetétel, aminek az első tagja a „mono” jelentése egy. A második tagja, a „genezis” jelentése eredet, keletkezés, származás.

## Nyelvészetben
A nyelvészeti kutatás egyik feladata a különböző nyelvek eredetének a megfejtése. Jelenleg is vita tárgyát képezi, hogy a ma ismert nyelvek és nyelvcsaládok egyetlen közös nyelvből alakultak-e ki, vagy a nagyobb nyelvcsaládokat párhuzamos fejlődés eredményének kell tekintsük. Ezért azokat az elméleteket, melyek szerint egyetlen ősnyelv létezett, monogenezis-elméletnek nevezik.

## Íráskutatásban
A különböző írások kialakulása szintén a múlt ködébe vész. Néhány írásrendszerről tudjuk, hogy a többitől függetlenül alakult ki, sőt sok esetben lehet tudni alkotójának nevét is, de a legelterjedtebb, ősi írásokról egyes kutatók azt feltételezik, hogy kulturális kapcsolatok révén terjedtek egyik néptől a másikig (például az egyiptomi hieroglifák, a kínai írás, a maja írás), majd ezekből váltak ki a legfontosabb, ma is ismert írások. Hasonló kérdések vetődtek fel például a tatárlakai lelettel kapcsolatban is.

## Biológiában
Az emberi faj kialakulását általában egyetlen hominidához kötik, tehát minden embertípus egyazon emberi fajhoz tartozik, és közös ősöktől származik.
Korábban politikai megfontolásból az emberi rasszokat külön fajoknak állították be, ami a rasszizmushoz vezetett.
Ma már hangsúlyozottan elfogadott az az álláspont, miszerint minden ember a Homo sapiens fajhoz tartozik.
Viszont léteznek olyan elméletek is melyek szerint a neandervölgyi ember is hozzájárult a mai ember kialakulásához.

## Vallásban
A vallásban olyan elméletet nevezünk monogenezis-elméletnek, mely szerint az egész emberi nem egyetlen ősember-pártól származik.
Például a kereszténységben Ádámot és Évát tekintik minden ember ősének.